# National Football League Europe
|  | Aquest article és sobre la competició celebrada entre 1991 i 2007. Per a la iniciada el 2021 vegeu Lliga europea de futbol americà |

La NFL Europe League és una competició de futbol americà que es disputà a Europa. Es creà l'any 1991 amb el nom de World League de futbol americà (WLAF).

## Història
La NFL Europe es creà l'any 1990 amb el nom de World League de futbol americà. Després de dos anys de competició, el 1993, poc abans d'iniciar la tercera temporada, aquesta s'aturà per la baixa popularitat que tenia als Estats Units.
La competició es reprengué l'any 1995 amb la participació d'equips, només europeus. Tres d'ells es mantingueren de la competició anterior (entre ells els Barcelona Dragons), i tres nous foren creats a Amsterdam, Dusseldorf i Edimburg, per un total de sis participants. La competició es disputa en una divisió única on s'enfronten tots contra tots a doble volta. Fins a l'any 1997, la final (World Bowl) la disputaven el campió final amb el campió a mitja temporada (si els dos clubs coincidien, la final la disputava el segon classificat). Posteriorment la final la disputaren els dos primers classificats al final de la temporada. A partir del 1997 la competició es reanomenà NFL Europe.
El 28 de juny de 2007 es va anunciar el tancament definitiu de la lliga.

## Equips
Tres equips que van competir a la Lliga Mundial, Barcelona Dragons, Frankfurt Galaxy i London Monarchs, van formar part de la primera lliga NFL Europa. Regularment, hi participaven sis clubs europeus amb majoria d'equips alemanys.
- Amsterdam Admirals (1995-2007)
- Barcelona Dragons (1991-2003)
- Berlin Thunder (1999-2007)
- Cologne Centurions (2004-2007)
- Frankfurt Galaxy (1991-2007)
- Hamburg Sea Devils (2005-2007)
- London/England Monarchs (1991-1998)
- Rhein Fire (1995-2007)
- Scottish Claymores (1995-2004)

## Palmarès
| En negreta = Equip guanyador (1) = Nombre de títols |

| Edició          | Data              | Campió                 | Res.              | Finalista          | Seu                                   | MVP Final                     | refs              |
| --------------- | ----------------- | ---------------------- | ----------------- | ------------------ | ------------------------------------- | ----------------------------- | ----------------- |
| World Bowl '91  | 09-06-1991        | London Monarchs (1)    | 21–0              | Barcelona Dragons  | Estadi de Wembley, Londres            | Dan Crossman Monarchs, Safety | [ 2 ]             |
| World Bowl '92  | 06-06-1992        | Sacramento Surge (1)   | 21–17             | Orlando Thunder    | Estadi Olímpic, Mont-real             | David Archer Surge, QB        |                   |
| 1993            | No es va disputar | No es va disputar      | No es va disputar | No es va disputar  | No es va disputar                     | No es va disputar             | No es va disputar |
| 1994            | No es va disputar | No es va disputar      | No es va disputar | No es va disputar  | No es va disputar                     | No es va disputar             | No es va disputar |
| World Bowl '95  | 17-06-1995        | Frankfurt Galaxy (1)   | 26–22             | Amsterdam Admirals | Estadi Olímpic, Amsterdam             | Paul Justin Galaxy, QB        |                   |
| World Bowl '96  | 23-06-1996        | Scottish Claymores (1) | 32–27             | Frankfurt Galaxy   | Murrayfield Stadium, Edimburg         | Yo Murphy Claymores, WR       |                   |
| World Bowl '97  | 22-06-1997        | Barcelona Dragons (1)  | 38–24             | Rhein Fire         | Estadi Olímpic de Montjuïc, Barcelona | Jon Kitna Dragons, QB         | [ 3 ]             |
| World Bowl '98  | 14-06-1998        | Rhein Fire (1)         | 34–10             | Frankfurt Galaxy   | Waldstadion, Frankfurt del Main       | Jim Arellanes Fire, QB        |                   |
| World Bowl '99  | 27-06-1999        | Frankfurt Galaxy (2)   | 38–24             | Barcelona Dragons  | Rheinstadion, Düsseldorf              | Andy McCullough Galaxy, WR    | [ 4 ]             |
| World Bowl 2000 | 25-06-2000        | Rhein Fire (2)         | 13–10             | Scottish Claymores | Waldstadion, Frankfurt del Main       | Aaron Stecker Claymores, RB   |                   |
| World Bowl IX   | 30-06-2001        | Berlin Thunder (1)     | 24–17             | Barcelona Dragons  | Amsterdam ArenA, Amsterdam            | Jonathan Quinn Thunder, QB    |                   |
| World Bowl X    | 22-06-2002        | Berlin Thunder (2)     | 26–20             | Rhein Fire         | Rheinstadion, Düsseldorf              | Dane Looker Thunder, WR       |                   |
| World Bowl XI   | 14-06-2003        | Frankfurt Galaxy (3)   | 35–16             | Rhein Fire         | Hampden Park, Glasgow                 | Jonas Lewis Galaxy, RB        |                   |
| World Bowl XII  | 12-06-2004        | Berlin Thunder (3)     | 30–24             | Frankfurt Galaxy   | Arena AufSchalke, Gelsenkirchen       | Eric McCoo Thunder, RB        |                   |
| World Bowl XIII | 11-06-2005        | Amsterdam Admirals (1) | 27-21             | Berlin Thunder     | LTU Arena, Düsseldorf                 | Kurt Kittner Admirals, QB     |                   |
| World Bowl XIV  | 27-05-2006        | Frankfurt Galaxy (4)   | 22-7              | Amsterdam Admirals | LTU Arena, Düsseldorf                 | Butchie Wallace Galaxy, RB    |                   |
| World Bowl XV   | 23-06-2007        | Hamburg Sea Devils (1) | 37-28             | Frankfurt Galaxy   | Commerzbank-Arena, Frankfurt del Main | Casey Bramlet Devils, QB      |                   |